# Méneslies
Méneslies és un municipi francès situat al departament del Somme i a la regió dels Alts de França. L'any 2007 tenia 305 habitants.

## Demografia

### Població
El 2007 la població de fet de Méneslies era de 305 persones. Hi havia 126 famílies de les quals 32 eren unipersonals (16 homes vivint sols i 16 dones vivint soles), 37 parelles sense fills, 49 parelles amb fills i 8 famílies monoparentals amb fills.
La població ha evolucionat segons el següent gràfic:
Habitants censats

### Habitatges
El 2007 hi havia 148 habitatges, 125 eren l'habitatge principal de la família, 11 eren segones residències i 11 estaven desocupats. 147 eren cases i 1 era un apartament. Dels 125 habitatges principals, 109 estaven ocupats pels seus propietaris, 14 estaven llogats i ocupats pels llogaters i 2 estaven cedits a títol gratuït; 2 tenien dues cambres, 25 en tenien tres, 37 en tenien quatre i 61 en tenien cinc o més. 91 habitatges disposaven pel capbaix d'una plaça de pàrquing. A 49 habitatges hi havia un automòbil i a 57 n'hi havia dos o més.

### Piràmide de població
La piràmide de població per edats i sexe el 2009 era:
| Homes | Edats   | Dones |
| ----- | ------- | ----- |
| 0     | 95 o +  | 0     |
| 0     | 90 a 94 | 0     |
| 4     | 85 a 89 | 0     |
| 0     | 80 a 84 | 8     |
| 32    | 75 a 79 | 16    |
| 4     | 70 a 74 | 12    |
| 8     | 65 a 69 | 12    |
| 4     | 60 a 64 | 8     |
| 0     | 55 a 59 | 8     |
| 12    | 50 a 54 | 4     |
| 16    | 45 a 49 | 8     |
| 12    | 40 a 44 | 20    |
| 16    | 35 a 39 | 12    |
| 12    | 30 a 34 | 4     |
| 0     | 25 a 29 | 0     |
| 4     | 20 a 24 | 12    |
| 16    | 15 a 19 | 16    |
| 4     | 10 a 14 | 16    |
| 8     | 5 a 9   | 4     |
| 4     | 0 a 4   | 4     |

## Economia

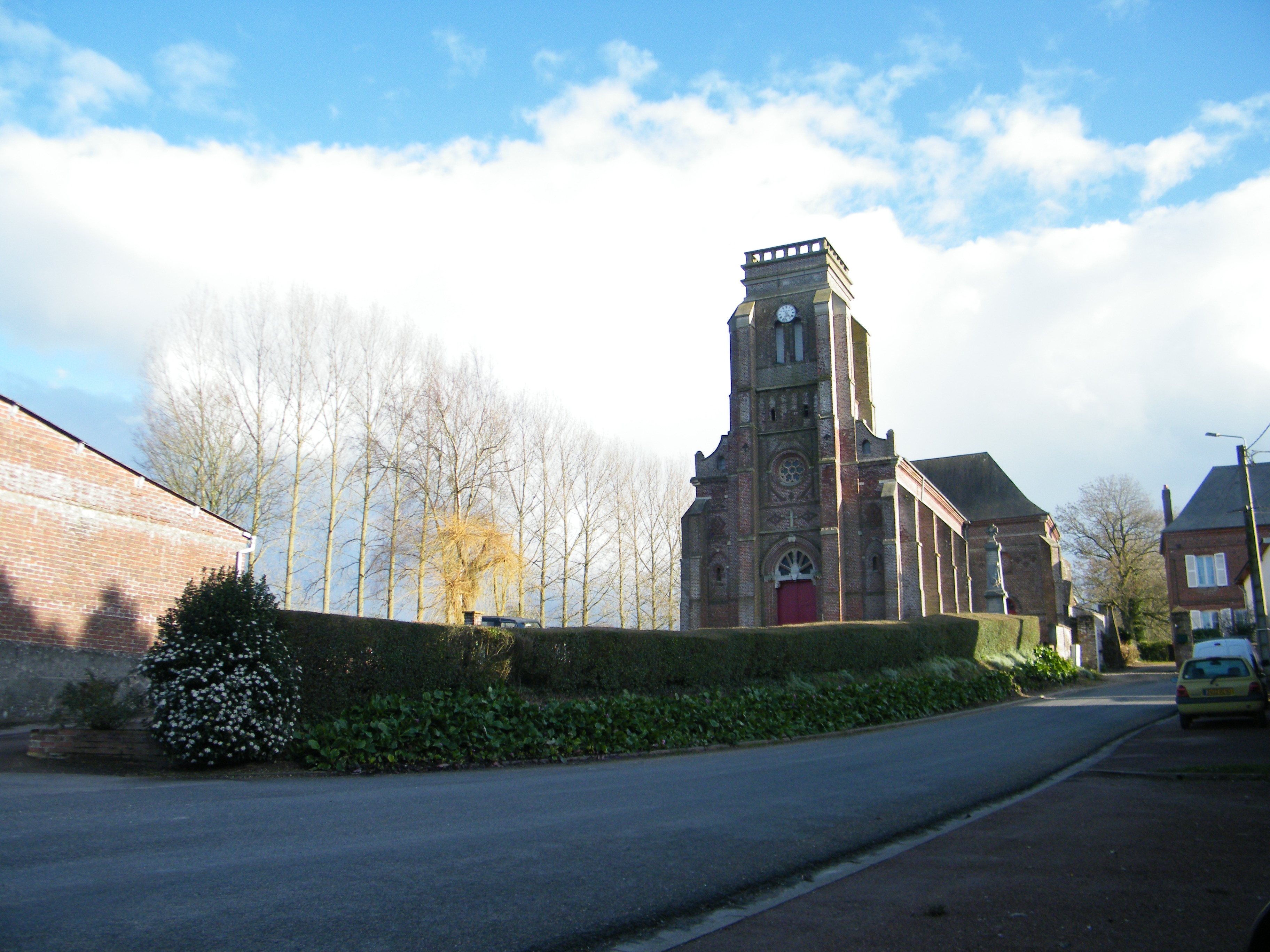

El 2007 la població en edat de treballar era de 187 persones, 137 eren actives i 50 eren inactives. De les 137 persones actives 123 estaven ocupades (72 homes i 51 dones) i 14 estaven aturades (4 homes i 10 dones). De les 50 persones inactives 24 estaven jubilades, 15 estaven estudiant i 11 estaven classificades com a «altres inactius».

### Ingressos
El 2009 a Méneslies hi havia 122 unitats fiscals que integraven 301,5 persones, la mediana anual d'ingressos fiscals per persona era de 18.645 €.

### Activitats econòmiques
Dels 7 establiments que hi havia el 2007, 3 eren d'empreses extractives, 1 d'una empresa de fabricació d'altres productes industrials, 1 d'una empresa de comerç i reparació d'automòbils, 1 d'una empresa de transport i 1 d'una entitat de l'administració pública.
L'any 2000 a Méneslies hi havia 14 explotacions agrícoles.

## Equipaments sanitaris i escolars
L'únic equipament sanitari que hi havia el 2009 era una farmàcia.
El 2009 hi havia una escola elemental integrada dins d'un grup escolar amb les comunes properes formant una escola dispersa.

## Poblacions més properes
El següent diagrama mostra les poblacions més properes.